# Albańska Liga Koszykówki Kobiet A-1
Albańska Liga Koszykówki Kobiet A-1 – najwyższa w hierarchii klasa żeńskich ligowych rozgrywek koszykarskich w Albanii, będąca jednocześnie najwyższym szczeblem centralnym (I poziom ligowy). Zmagania w jej ramach toczą się cyklicznie (co sezon), systemem kołowym z fazą play-off na zakończenie każdego z sezonów i przeznaczone są dla najlepszych klubów koszykarskich Albanii. Jej triumfatorki zostają mistrzyniami Albanii, natomiast drużyny z najsłabszym bilansem są relegowane do ligi niższej B-2. Czołowe zespoły klasyfikacji końcowej każdego sezonu uzyskują prawo występów w regionalnych pucharach. Ligę założono w 1946.

## Historia
Albańska Liga Koszykówki Kobiet jest jedną z najstarszych, nadal funkcjonujących lig koszykarskich na Bałkanach, nieprzerwanie od 1946 roku. Liga powstała na około dwa lata przed przejęciem władzy w kraju przez Komunistyczną Partię Albanii. Po upadku komunizmu w 1991 wiele zespołów zostało rozwiązanych z powodu braku sponsorów, co spowodowało spadek popularności sportu w kraju. W 1993 ponownie powołano kilka drużyn do udziały w lidze krajowej, dzięki prywatnym sponsorom i niewielkiemu wsparciu regionalnemu.

## Rozgrywki
Żeńska koszykówka w Albanii funkcjonuje w ramach dwóch lig A1 i B2. W skład każdej ligi wchodzi od sześciu, do ośmiu drużyn. Każdy zespół rozgrywa po sześć spotkań sezonu zasadniczego z pozostałymi drużynami w dwóch fazach rozgrywek. 
Po zakończeniu sezonu regularnego cztery drużyny z najlepszym bilansem zwycięstw awansują do fazy play-off, gdzie rywalizują na zasadzie - pierwszy z czwartym, drugi z trzecim. Dwa najlepsze zespoły awansują do ścisłego finału, który wyłania mistrzynie kraju.
Dwie drużyny z najsłabszym bilansem są relegowane do niższej ligi A-2. Najsłabszy klub jest relegowany od razu, natomiast przedostatni rywalizuje o pozostanie w lidze z drugim klubem ligi A-2. Zwycięzca fazy play-out uzyskuje prawo do gry w lidze A-1.

## Finalistki mistrzostw Albanii
| Sezon | Mistrzynie                                      | Wicemistrzynie                                  | Wynik                                           |
| ----- | ----------------------------------------------- | ----------------------------------------------- | ----------------------------------------------- |
| 1947  | 17 Nëntori                                      |                                                 |                                                 |
| 1948  | 17 Nëntori                                      |                                                 |                                                 |
| 1949  | 17 Nëntori                                      |                                                 |                                                 |
| 1950  | 17 Nëntori                                      |                                                 |                                                 |
| 1951  | 17 Nëntori                                      |                                                 |                                                 |
| 1952  | 17 Nëntori                                      |                                                 |                                                 |
| 1953  | 17 Nëntori                                      |                                                 |                                                 |
| 1954  | 17 Nëntori                                      |                                                 |                                                 |
| 1955  | 17 Nëntori                                      |                                                 |                                                 |
| 1956  | 17 Nëntori                                      |                                                 |                                                 |
| 1957  | 17 Nëntori                                      |                                                 |                                                 |
| 1958  | 17 Nëntori                                      |                                                 |                                                 |
| 1959  | 17 Nëntori                                      |                                                 |                                                 |
| 1960  | 17 Nëntori                                      |                                                 |                                                 |
| 1961  | 17 Nëntori                                      |                                                 |                                                 |
| 1962  | 17 Nëntori                                      |                                                 |                                                 |
| 1963  | 17 Nëntori                                      |                                                 |                                                 |
| 1964  | 17 Nëntori                                      |                                                 |                                                 |
| 1966  | 17 Nëntori                                      |                                                 |                                                 |
| 1968  | 17 Nëntori                                      |                                                 |                                                 |
| 1969  | 17 Nëntori                                      |                                                 |                                                 |
| 1970  | 17 Nëntori                                      |                                                 |                                                 |
| 1971  | 17 Nëntori                                      |                                                 |                                                 |
| 1972  | 17 Nëntori                                      |                                                 |                                                 |
| 1973  | 17 Nëntori                                      |                                                 |                                                 |
| 1974  | 17 Nëntori                                      |                                                 |                                                 |
| 1975  | B.C. Apolonia                                   |                                                 |                                                 |
| 1976  | 17 Nëntori                                      |                                                 |                                                 |
| 1977  | PBC Flamurtari                                  |                                                 |                                                 |
| 1978  | BC Skënderbeu Korcza                            |                                                 |                                                 |
| 1979  | PBC Flamurtari                                  |                                                 |                                                 |
| 1980  | PBC Flamurtari                                  |                                                 |                                                 |
| 1981  | PBC Flamurtari                                  |                                                 |                                                 |
| 1982  | 17 Nëntori                                      |                                                 |                                                 |
| 1983  | 17 Nëntori                                      |                                                 |                                                 |
| 1984  | PBC Flamurtari                                  |                                                 |                                                 |
| 1985  | PBC Flamurtari                                  |                                                 |                                                 |
| 1986  | 17 Nëntori                                      |                                                 |                                                 |
| 1987  | 17 Nëntori                                      |                                                 |                                                 |
| 1988  | 17 Nëntori                                      |                                                 |                                                 |
| 1989  | Partizani Tirana                                |                                                 |                                                 |
| 1990  | PBC Flamurtari                                  |                                                 |                                                 |
| 1991  | 17 Nëntori                                      |                                                 |                                                 |
| 1992  | PBC Tirana                                      |                                                 |                                                 |
| 1993  | PBC Tirana                                      |                                                 |                                                 |
| 1994  | PBC Tirana                                      |                                                 |                                                 |
| 1995  | PBC Tirana                                      |                                                 |                                                 |
| 1996  | PBC Flamurtari                                  |                                                 |                                                 |
| 1997  | PBC Tirana                                      |                                                 |                                                 |
| 1998  | PBC Tirana                                      |                                                 |                                                 |
| 1999  | PBC Tirana                                      |                                                 |                                                 |
| 2000  | BC Skënderbeu Korcza                            |                                                 |                                                 |
| 2001  | PBC Flamurtari                                  |                                                 |                                                 |
| 2002  | BC Luftëtari                                    |                                                 |                                                 |
| 2003  | BC Luftëtari                                    |                                                 |                                                 |
| 2004  | BC Luftëtari                                    |                                                 |                                                 |
| 2005  | PBC Flamurtari                                  |                                                 |                                                 |
| 2006  | PBC Flamurtari                                  | PBC Tirana                                      | 3–2                                             |
| 2007  | PBC Flamurtari                                  |                                                 |                                                 |
| 2008  | PBC Flamurtari                                  |                                                 |                                                 |
| 2009  | PBC Flamurtari                                  | DHL                                             | 3–0                                             |
| 2010  | PBC Flamurtari                                  |                                                 |                                                 |
| 2011  | PBC Flamurtari                                  | PBC Tirana                                      | 2–1                                             |
| 2012  | B.C. Apolonia                                   | PBC Flamurtari                                  | 3–2                                             |
| 2013  | PBC Flamurtari                                  | B.C. Apolonia                                   | 3–0                                             |
| 2014  | PBC Flamurtari                                  | B.C. Apolonia                                   | 3–0                                             |
| 2015  | PBC Flamurtari                                  | B.C. Apolonia                                   | 3–2                                             |
| 2016  | PBC Flamurtari                                  | Goga Basket                                     | 3–2                                             |
| 2017  | PBC Flamurtari                                  | PBC Tirana                                      | 3–1                                             |
| 2018  | PBC Flamurtari                                  | PBC Tirana                                      | 3–0                                             |
| 2019  | PBC Tirana                                      | BC Tirana                                       | 3–0                                             |
| 2020  | Rozgrywki przerwano z powodu pandemii COVID-19. | Rozgrywki przerwano z powodu pandemii COVID-19. | Rozgrywki przerwano z powodu pandemii COVID-19. |
| 2021  | PBC Flamurtari                                  | BC Partizani                                    | 3–0                                             |
| 2022  | PBC Flamurtari                                  | BC Partizani                                    | 3–0                                             |
| 2023  | PBC Flamurtari                                  | BC Partizani                                    | 3–1                                             |

## Bilans drużyn mistrzowskich
| Zespół               | Lt. |
| -------------------- | --- |
| KB Tirana            | 41  |
| PBC Flamurtari       | 25  |
| BC Luftëtari         | 3   |
| B.C Apolonia         | 2   |
| BC Skënderbeu Korcza | 2   |
| BC Partizani Tirana  | 1   |